# Synaldis aplicata
Synaldis aplicata är en stekelart som beskrevs av Fischer 2003. Synaldis aplicata ingår i släktet Synaldis och familjen bracksteklar. Inga underarter finns listade i Catalogue of Life.